# Bremen-Verden

Upravno združeni vojvodini Bremen in Verden sta oblikovali cesarsko ozemlje v trikotniku Elbe-Weser na območju današnjih okrožij Cuxhaven, Stade, Rotenburg (Wümme), Harburg, Osterholz, majhen del današnjega okrožja Heidekreis in Verden, na območju današnjega mesta Bremerhaven ter nekaterih območij, ki danes pripadajo mestoma Bremen in Hamburg. Upravni sedež je bil Stade.

## Zgodovina
Ozemlje je nastalo z vestfalskim mirom leta 1648, ko sta nekdanja nadškofija Bremen in prav tako sekularizirana nekdanja škofinja Verden pripadli Švedski. Za prestolnico novonastalega vojvodstva je bil razglašen Stade. Leta 1651 je luteranska cerkev področja Bremen-Verden dobila organizacijsko strukturo s konzistorijem in generalnim nadzornikom v Stadu (do leta 1885 brez Hadeln, kjer je že dolgo obstajala deželna cerkev). V švedsko-Brandenburški vojni med letoma 1675 in 1676 je to švedsko vojvodstvo v tako imenovani kampanji Bremen-Verden osvojilo več držav Svetega rimskega cesarstva in Danske in ostalo v lasti zaveznikov do konca vojne leta 1679. Z mirovnim sporazumom v Saint-Germainu leta 1679 je Bremen-Verden spet pripadel Švedski.
Bremensko vojvodstvo in kneževina Verden sta po ustavni zakonodaji ostali neodvisni nemški kneževini. Švedski monarh je sicer postal njun suveren, vendar ne kot švedski kralj, temveč kot nemški cesarski princ. Obe ozemlji sta v švedski državni strukturi zavzeli mesto provinc in sta ohranili svoje pravice in privilegije. 
Po kratkem času pod vlado Danske je Bremen-Verden kupilo 1715 volilno vojvodstvo Braunschweig-Lüneburg 1715;  ostalo je v njegovih rokah - sem in tja pod švedsko in francosko oblastjo -, dokler ni leta 1866 Prusija anektirala kraljevino Hannover.